# Thiago Motta
Thiago Motta (São Bernardo do Campo, São Paulo, 1982. augusztus 28.) brazil születésű,  olasz válogatott labdarúgó, edző. Jelenleg az olasz rekordbajnok Juventus trénere.
.

## Pályafutása

### Klubcsapatban
17 éves volt, amikor 1999-ben a Barcelonahoz került. Kezdetben a B-csapatban szerepelt, majd az első csapatban is bemutatkozhatott. 2001 és 2007 között összesen 96 mérkőzésen lépett pályára a katalánoknál és 6 gólt szerzett. Két ízben is megnyerte a spanyol bajnokságot (2005, 2006), egyszer pedig a bajnokok ligáját (2006).
A 2007–2008-as szezonban az Atlético Madrid játékosa volt, de mindössze csak hat mérkőzésen szerepelt.
Olaszországba igazolt a Genoahoz. A 2008–2009-es szezonban 27 mérkőzésen 6 góllal segítette a genovaiakat.
2009. nyarán az Internazionale szerződtette. az Inter színeiben olasz bajnoki címet szerzett 2010-ben és ismét elhódította a bajnokok ligája serlegét.
2012. januárjától a francia Paris Saint-Germaint erősíti. 2018 május 19-én jelentette be visszavonulását.

### A válogatottban
A brazil válogatottal szerepelt a 2003-as CONCACAF-aranykupán. Azonban a brazilok ekkor az U23-as válogatottjukkal vettek részt a tornán, tehát nem a felnőtt válogatottban mutatkozott be. A nagyszülei olasz származásúk, így lehetősége nyílt az olasz válogatottságra.
A felnőtt csapatban 2011. február 6-án debütált egy Németország elleni barátságon találkozón.
Az Európa-bajnoki keretszűkítést követően a szövetségi kapitány Cesare Prandelli nevezte őt a 2012-es Eb-re készülő 23 fős keretébe.

## Sikerei, díjai
Barcelona
- UEFA-bajnokok ligája: 2005–06
- La Liga: 2004–05, 2005–06
- Spanyol szuperkupa: 2005, 2006
- UEFA-szuperkupa: második hely, 2006
- FIFA-klubvilágbajnokság: második hely, 2006

Internazionale
- UEFA-bajnokok ligája: 2009–10
- Serie A:2009–10
- Coppa Italia: 2009–10, 2010–11
- Supercoppa Italiana: 2010, második hely, 2011
- UEFA-szuperkupa: második hely, 2010
- FIFA-klubvilágbajnokság: 2010

Paris Saint-Germain
- Ligue 1:2012–13, 2013–14, 2014–15 2017-18
- Coupe de la Ligue: 2013–14, 2014–15,2017-18
- Trophée des Champions: 2013, 2014,2018